# Macho Bayo
Macho Bayo är en ort i Mexiko.   Den ligger i kommunen Otáez och delstaten Durango, i den centrala delen av landet, 900 km nordväst om huvudstaden Mexico City. Macho Bayo ligger 2 425 meter över havet och antalet invånare är 209.
Terrängen runt Macho Bayo är huvudsakligen bergig, men den allra närmaste omgivningen är kuperad. Macho Bayo ligger uppe på en höjd. Runt Macho Bayo är det mycket glesbefolkat, med 5 invånare per kvadratkilometer. Närmaste större samhälle är San Pedro de Azafranes, 12,0 km öster om Macho Bayo. I omgivningarna runt Macho Bayo växer huvudsakligen savannskog.